# 1872 a labdarúgásban
Ez a szócikk 1872 labdarúgással kapcsolatos eseményeit mutatja be.

## Események
- február 24. – Újabb nem hivatalos mérkőzés Anglia és Skócia között, melyen ezúttal Anglia nyer 1–0-ra.
- március 16. – Az első FA Kupa-döntő: Wanderers FC–Royal Engineers AFC 1–0 (lásd még: 1871–1872-es angol labdarúgókupa)
- november 30. – Az első nemzetközi labdarúgó-mérkőzés, melyet ugyancsak Anglia és Skócia vívott egymással. Az eredmény gól nélküli döntetlen lett, a mérkőzést négyezer ember előtt rendezték Glasgowban.

## 1872-ben alapított labdarúgóklubok
- Dumbarton FC
- Kettering Town FC
- Renton FC
- Telford United FC
- Third Lanark AC
- Wrexham AFC, az első walesi labdarúgóklub.
- Le Havre AC, az első francia labdarúgóklub, ténylegesen csak 1894-től kezdtek el működni.

## Bajnokcsapatok
- Anglia: Wanderers FC

## Születések
- május 10. – William Athersmith, angol labdarúgó
- ismeretlen időpont – Phillip Bach, angol labdarúgó